# Droga wojewódzka nr 540
Droga wojewódzka nr 540 (DW540) – droga wojewódzka prowadząca z Bielska (DK60) do m. Sikórz (DW559), o długości 16,5 km.